# Jack Robertson
	James Daniel "Jack" Robertson, född 23 januari 1998, är en australisk roddare.

## Karriär
Vid VM 2023 i Belgrad tog Robertson brons tillsammans med Patrick Holt, Joshua Hicks, Ben Canham, Timothy Masters, Joseph O'Brien, Angus Dawson, Angus Widdicombe och Kendall Brodie i åtta med styrman.